# Ischnura blumi
Ischnura blumi là một loài chuồn chuồn kim trong họ Coenagrionidae.
Ischnura blumi được miêu tả khoa học năm 1979 bởi Lohmann.